# Ромен Каннон
Ромен Каннон (фр. Romain Cannone, нар. 12 квітня 1997) — французький фехтувальник на шпагах, олімпійський чемпіон 2020 року, чемпіон світу.

## Виступи на Олімпіадах
| Олімпіада  | Дисципліна          | Місце |
| ---------- | ------------------- | ----- |
| Токіо 2020 | індивідуальна шпага | 1     |
| Токіо 2020 | командна шпага      | 5     |
| Париж 2024 | індивідуальна шпага | 10    |
| Париж 2024 | командна шпага      | 4     |